# Massiccio di Trélatête
Il Massiccio di Trélatête è un gruppo montuoso situato nella parte meridionale delle Alpi del Monte Bianco. Secondo le definizioni della SOIUSA il massiccio è visto come un supergruppo delle Alpi del Monte Bianco.

## Collocazione e delimitazioni
È orientato in direzione Sud-Nord ed inizia dal Col della Seigne, 2514m - alla fine della Val Veny - e arriva fino al Col de Miage, 3356 m. Il ghiacciaio del Trelatete lo delimita ad Ovest, in Francia, ed il Ghiacciaio del Miage - ad Est - in Italia.
Ruotando in senso orario i limiti geografici sono: Col de Miage, Val Montjoie, Col du Bonhomme, Col de la Croix du Bonhomme, Vallon des Glaciers, Col della Seigne, Val Veny, Ghiacciaio del Miage, Col de Miage.

## Suddivisione
Secondo la SOIUSA il Massiccio di Trélatête è un supergruppo alpino con la seguente classificazione:
- Grande parte = Alpi Occidentali
- Grande settore = Alpi Nord-occidentali
- Sezione = Alpi Graie
- Sottosezione = Alpi del Monte Bianco
- Supergruppo = Massiccio di Trélatête
- Codice = I/B-7.V-A

La SOIUSA suddivide il massiccio in un gruppo e tre sottogruppi :
- Catena Trélatête-Dômes de Miage (I/B-7.V-A.1)
  - Gruppo delle Aiguilles de Trélatête (I/B-7.V-A.1.a)
    - Cresta dei Glaciers (I/B-7.V-A.1.a/a)
    - Cresta di Trélatête (I/B-7.V-A.1.a/b)

  - Gruppo del Mont Tondu (I/B-7.V-A.1.b)
    - Cresta del Mont Tondu (I/B-7.V-A.1.b/a)
    - Cresta delle Têtes de Bellaval e des Fours (I/B-7.V-A.1.b/b)

  - Gruppo dei Dômes de Miage (I/B-7.V-A.1.c)
    - Cresta Dômes de Miage-Covagnet (I/B-7.V-A.1.c/a)
    - Cresta Bérangère-Têtes de Trélatête (I/B-7.V-A.1.c/b)

## Cime principali
Le principali vette che compongono il massiccio sono:
- Aiguilles de Trélatête - 3.920 m
- Aiguille des Glaciers - 3.818 m
- Tête Carrée - 3.726 m
- Dômes de Miage - 3.670
- Petit Mont Blanc - 3.427 m
- Aiguille de la Bérangère - 3.425 m
- Mont Tondu - 3.191 m
- Aiguille de Combal - 2.839 m
- Pyramides Calcaires - 2.689 m

## Rifugi
- Rifugio des Conscrits - 2.580 m;
- Rifugio Elisabetta - 2.195 m
- Bivacco Adolfo Hess - 2.958 m
- Bivacco Gino Rainetto - 3.047 m